# Diplomàtica
|  | No s'ha de confondre amb diplomàcia. |

La diplomàtica és la ciència auxiliar de la investigació de la història que determina l'autenticitat o la falsedat dels documents de naturalesa jurídica produïts en qualsevol època. S'arriba a especialitzar segons tipus de documents, institució d'on procedeix, i època.
La diplomàtica s'interessa per l'estudi d'aquells documents amb una natura i un valor jurídic, administratiu, historic, o testimonial, així com pel coneixement dels elements contextuals, formals i essencials que li confereixen un caràcter probatori i una força legal. A part d'aquests valors en els documents també pot ser valuós en sentit filològic, lingüístic, literari, judicial, econòmic, institucional, polític, religiós, històric, cultural, sigil·logràfic, arxivístic, etc., dels quals s'ocupa la diplomàtica.
Ja des de l'època clàssica s'utilitzaven mètodes empírics per tal de provar l'autenticitat de documents i de còpies, com la carta partida. L'estudi sistemàtic i científic va començar amb la publicació del llibre De re diplomatica (llatí), el 1681 pel monjo Jean Mabillon (1632-1707), quan els seus superiors li van demanar estudiar l'autenticitat de documents merovingis del jesuïta Daniel van Papenbroeck.
El 1992 s'utilitzà per primera vegada a l'àmbit de la diplomàtica un llenguatge de marques, concretament un Document Type Definition. Des d'aleshores, com el 2008, s'utilitzà la tecnologia dels llenguatges de marques per a la descripció de documents legals: s'utilitza Text Encoding Initiative i Encoded Archival Description.
L'arxivística utilitza la diplomàtica per a la "identificació, valoració, disposició, i descripció dels documents".
Quan els documents legals estan encriptats s'empra la criptografia diplomàtica per a encriptar-los desencriptar-los: en el cas de la desencriptació s'utilitza la "imaginació, un sentit lògic-crític dels mètodes historiográfics i les tècniques criptoanalítiques.

## Finalitat
La diplomàtica en estudiar els documents, en certa manera, els critica, és a dir, no sols equival a jutjar la seva autenticitat o falsedat, sinó també a conèixer-ne el valor en vista dels caràcters intrínsecs i extrínsecs que ofereix. Aquesta crítica, si ha de ser completa, inclou tres funcions:
- Classificar el document segons les diferents tipologies existents.
- Explicar el document donant la raó de la seva existència i assenyalant-ne l'objecte o finalitat i la importància segons el contingut i els antecedents i conseqüents.
- Declarar la seva autenticitat ja sigui com a document original ja com a còpia legítima. A partir d'aquesta funció es poden trobar tres tipus de diplomes:
  - Autèntics, si corresponen a l'època i autor a què s'atribueixen.
  - Apòcrifs o falsos, si no corresponen ni a un ni a l'altre.
  - Adulterats, si en major o menor part han estat falsificats a l'original o les còpies.

## Mètodes
Hi ha dos mètodes que s'utilitzen en conjunt: el genèric-comparatiu i l'analític-crític documental. La finalitat d'aquests mètodes és establir la gènesi del document, determinar l'autenticitat i a quina tipologia pertany.
Els principis metodològics pretenen:
- Diferenciar autenticitat diplomàtica (quan les característiques internes i externes són com fou la intenció de l'autor material) de la històrica (quan els fets referits en el document són vertaders), les quals són autenticitats independents entre elles.
- Determinar si és un original o una còpia.
- Estudiar les característiques externes i internes.[11]

Els principis metodològics són:
- No partir d'una suposició respecte a l'autenticitat del document; considerar més creïbles les dades aportades pel document respecte a les aportades per altres fonts històriques; especificar, si el document és inautèntic, si és per causas ex caducitate (substitució d'un original corcovat per un altre de nou), ex iactura (substitució d'un original perdut per un altre de nou) o ex dolo malo (substitució d'un original per un altre amb la intenció d'enganyar).[12]
- Determinar si el document és original (original múltiple, inserció, ampliació, renovatio, o confirmació), esborrany o còpia (simple i autètnica; vidimus i trasllats; autògrafa i figurada).[13]
- Analitzar les característiques del document internes (llengua (encara que alguns autors ho posarien entre les característiques externes, i el discurs diplomàtic (o les fórmules determinades que segueixen unes normes)[14]) i externes (matèria, escriptura (aplicant els coneixements paleogràfics), el format de la matèria,[15] els signes gràfics especials, i els segells[14]). Solament es poden analitzar les característiques externes d'originals i còpies exactes.[15]

Una actualització de la metodologia l'aportà Sebánek el 1959 amb l'estudi de les "condicions on un membre d'una classe social dona, rep, conserva i utilitza un document".